# Wahlen 1963
◄◄ | ◄ | 1959 | 1960 | 1961 | 1962 | Wahlen 1963 | 1964 | 1965 | 1966 | 1967 | ► | ►►

Weitere Ereignisse
Die Liste der Wahlen 1963 umfasst Parlamentswahlen, Präsidentschaftswahlen, Referenden und sonstige Abstimmungen auf nationaler und subnationaler Ebene, die im Jahr 1963 weltweit abgehalten wurden.

## Termine
| Land           | Datum           | Link zur Wahl 1963                        | Link zur vorigen Wahl | Bemerkungen                          |
| -------------- | --------------- | ----------------------------------------- | --------------------- | ------------------------------------ |
| Iran           | 26. Januar      | Referendum im Iran                        |                       |                                      |
| BR Deutschland | 17. Februar     | Wahl zum Abgeordnetenhaus von Berlin      | 1958                  |                                      |
| BR Deutschland | 31. März        | Landtagswahl in Rheinland-Pfalz           | 1959                  |                                      |
| Kanada         | 8. April        | Kanadische Unterhauswahl                  | 1962                  |                                      |
| Italien        | 28. April       | Parlamentswahlen in Italien 1963          | 1958                  |                                      |
| Österreich     | 28. April       | Bundespräsidentenwahl in Österreich       | 1957                  |                                      |
| Niederlande    | 15. Mai         | Parlamentswahl in den Niederlanden        | 1959                  |                                      |
| BR Deutschland | 19. Mai         | Landtagswahl in Niedersachsen             | 1959                  |                                      |
| Kenia          | 18. und 26. Mai | Parlamentswahlen in Kenia                 | 1961                  | letzte Wahl im noch britischen Kenia |
| Vatikanstadt   | 19.–21. Juni    | Konklave                                  | 1958                  |                                      |
| Dänemark       | 28. Juni        | Parlamentswahl in Grönland 1963           | 1959                  |                                      |
| Sansibar       | 8. und 15. Juli | Wahl zur Nationalversammlung auf Sansibar | Juni 1961             |                                      |
| BR Deutschland | 28. September   | Bürgerschaftswahl in Bremen               | 1959                  |                                      |
| DDR            | 20. Oktober     | Volkskammerwahl 1963                      | 1958                  |                                      |
| Schweiz        | 27. Oktober     | Schweizer Parlamentswahlen 1963           | 1959                  |                                      |
| Griechenland   | 3. November     | Parlamentswahl in Griechenland 1963       | 1961                  |                                      |
| Türkei         | 17. November    | Kommunalwahl in der Türkei 1963           | 1955                  |                                      |
| Schweiz        | 12. Dezember    | Bundesratswahl 1963                       | 1962                  |                                      |